# Гіла-Бенд
Гіла-Бенд (англ. Gila Bend) — місто (англ. town) в США, в окрузі Марікопа штату Аризона. Населення — 1892 особи (2020).

## Географія
Гіла-Бенд розташована за координатами 32°56′55″ пн. ш. 112°42′20″ зх. д. / 32.94861° пн. ш. 112.70556° зх. д. (32.948625, -112.705530).  За даними Бюро перепису населення США в 2010 році місто мало площу 143,41 км², уся площа — суходіл. В 2017 році площа становила 166,71 км², уся площа — суходіл.

### Клімат
| Клімат : Гіла-Бенд         | Клімат : Гіла-Бенд | Клімат : Гіла-Бенд | Клімат : Гіла-Бенд | Клімат : Гіла-Бенд | Клімат : Гіла-Бенд | Клімат : Гіла-Бенд | Клімат : Гіла-Бенд | Клімат : Гіла-Бенд | Клімат : Гіла-Бенд | Клімат : Гіла-Бенд | Клімат : Гіла-Бенд | Клімат : Гіла-Бенд | Клімат : Гіла-Бенд |
| Показник                   | Січ.               | Лют.               | Бер.               | Квіт.              | Трав.              | Черв.              | Лип.               | Серп.              | Вер.               | Жовт.              | Лист.              | Груд.              | Рік                |
| Середній максимум, °C      | 20,6               | 23,3               | 26,7               | 31,1               | 36,1               | 41,1               | 42,8               | 41,7               | 39,4               | 32,8               | 25,6               | 20,6               | 31,8               |
| Середній мінімум, °C       | 5,0                | 6,7                | 8,9                | 12,2               | 16,7               | 21,7               | 26,1               | 26,1               | 22,2               | 15,0               | 8,3                | 5,0                | 14,5               |
| Норма опадів, мм           | 16                 | 22                 | 18                 | 5                  | 4                  | 1                  | 19                 | 30                 | 13                 | 13                 | 14                 | 21                 | 176                |
| -------------------------- | ------------------ | ------------------ | ------------------ | ------------------ | ------------------ | ------------------ | ------------------ | ------------------ | ------------------ | ------------------ | ------------------ | ------------------ | ------------------ |
| Джерело: Weather.com / NWS |                    |                    |                    |                    |                    |                    |                    |                    |                    |                    |                    |                    |                    |

## Демографія
Згідно з переписом 2010 року, у місті мешкали 1922 особи в 664 домогосподарствах у складі 467 родин. Густота населення становила 13 особи/км².  Було 943 помешкання (7/км²).
Расовий склад населення:
| - 56,1 % — білих - 6,3 % — корінних американців - 1,7 % — чорних або афроамериканців - 0,6 % — азіатів - 31,5 % — осіб інших рас |

До двох чи більше рас належало 3,9 %. Частка іспаномовних становила 65,4 % від усіх жителів.
За віковим діапазоном населення розподілялося таким чином: 29,7 % — особи молодші 18 років, 60,6 % — особи у віці 18—64 років, 9,7 % — особи у віці 65 років та старші. Медіана віку мешканця становила 32,7 року. На 100 осіб жіночої статі у місті припадало 108,7 чоловіків;  на 100 жінок у віці від 18 років та старших — 109,0 чоловіків також старших 18 років.
Середній дохід на одне домашнє господарство  становив 47 196 доларів США (медіана — 29 795), а середній дохід на одну сім'ю — 55 477 доларів (медіана — 30 750). Медіана доходів становила 33 182 долари для чоловіків та 28 319 доларів для жінок. За межею бідності перебувало 27,9 % осіб, у тому числі 34,2 % дітей у віці до 18 років та 29,4 % осіб у віці 65 років та старших.
Цивільне працевлаштоване населення становило 636 осіб. Основні галузі зайнятості: мистецтво, розваги та відпочинок — 16,5 %, роздрібна торгівля — 12,7 %, будівництво — 12,1 %, публічна адміністрація — 11,8 %.